# Xuân hạ thu đông rồi lại xuân (chương trình truyền hình)
Xuân hạ thu đông rồi lại xuân (hay Xuân Hạ Thu Đông, rồi lại Xuân) là chương trình truyền hình thực tế về âm nhạc được phát sóng từ ngày 7 tháng 1 năm 2021. Với tiêu chí "mang âm nhạc chữa lành tâm hồn", các nghệ sĩ sẽ tự lựa chọn ca khúc, dựng bài, tập luyện cùng ban nhạc và mời khán giả đến xem mình biểu diễn tại các địa điểm công cộng. 
Hòa Minzy, Anh Tú và Hứa Kim Tuyền là các ca sĩ chính ở mùa đầu tiên. Ở mùa thứ hai, Hòa Minzy không góp mặt, thay vào đó là sự góp mặt của Trúc Nhân và Orange. Sang đến mùa 3, Anh Tú tiếp tục đồng hành cùng chương trình, thêm vào đó là Bùi Công Nam và Lâm Bảo Ngọc.

## Định dạng
Khi tham gia Xuân hạ thu đông rồi lại xuân, các nghệ sĩ chính và nghệ sĩ khách mời sẽ được tự mình lựa chọn bài hát, người thể hiện và cùng nhau tập luyện để trình diễn trong buổi diễn chính thức. Mỗi tập phát sóng tương ứng với một buổi biểu diễn, nơi các ca sĩ thể hiện những bài hát của mình cho các khán giả tham gia buổi ghi hình trong không gian ngoài trời. Bên cạnh buổi diễn chính, chương trình còn có một ngôi nhà chung – gọi là nhà "Xuân hạ thu đông", nơi ghi lại những khoảnh khắc sinh hoạt và tập luyện của các ca sĩ với ban nhạc của chương trình.

## Sản xuất
Tối ngày 2 tháng 1, Xuân hạ thu đông rồi lại xuân đã phát hành trailer chính thức đầu tiên. Với sự xuất hiện của ba nghệ sĩ Hoà Minzy, Anh Tú và Hứa Kim Tuyền, chương trình hứa hẹn mang đến một chuyến hành trình âm nhạc đong đầy cảm xúc. Được giới thiệu là chương trình âm nhạc "healing" (chữa lành) tâm hồn của người nghe, sự ra đời của chương trình trong dịp đầu năm 2021 tựa như một thông điệp đầy ý nghĩa, tươi đẹp được các nghệ sĩ truyền tải qua từng phần trình diễn để xoa dịu tâm hồn của tất cả mọi người sau một năm 2020 đầy biến động. Là giám đốc âm nhạc của chương trình và cũng chính là nhạc sĩ sáng tác ca khúc cùng tên của Amee, Hứa Kim Tuyền chú trọng rất nhiều vào phần chọn bài, dựng bè phối để làm nên những tiết mục chỉn chu nhất. Bên cạnh âm nhạc, chương trình còn đem đến những thước phim hậu trường nơi các nghệ sĩ cùng nhau tập luyện, chia sẻ nhiều kỷ niệm xúc động về quá trình ca hát.
Kim Guk-jin, đại diện nhà sản xuất Forest Studio, đã chia sẻ lý do tạo nên sân chơi âm nhạc này. Theo đó, ông nhận thấy các nội dung chương trình giải trí tại Việt Nam hiện nay khá giống nhau. Người nổi tiếng được mời tham gia vào các cuộc thi/talkshow, kể những câu chuyện dí dỏm, chơi game hoặc giải câu đố... Lúc đó ông nghĩ có thể sản xuất một nội dung mới lạ và gần gũi hơn với khán giả Việt Nam không và bắt đầu suy nghĩ về chương trình này. Nói về lý do lấy yếu tố âm nhạc để khơi nguồn sáng tạo, ông Kim cho rằng âm nhạc là thứ ngôn ngữ dễ dàng nhất để giao tiếp với khán giả. Khi thực hiện chương trình, ông mong muốn các nghệ sĩ tham gia sẽ chia sẻ đam mê của họ với âm nhạc, mang lại nguồn cảm hứng mới cho khán giả.
Mùa thứ hai được thông báo sản xuất từ cuối tháng 8 năm 2022 với chủ đề On the road (Chuyến du hành âm nhạc). Ở mùa này, chương trình được thực hiện dưới dạng du ca. Ê-kíp sẽ đi đến những địa điểm mới thay vì tập trung ở các thành phố lớn, hướng đến đối tượng người nghe ít có điều kiện thưởng thức âm nhạc sống. Theo ông Kim Guk-jin, bất cứ ai cũng có nhu cầu xê dịch, muốn đi và cảm nhận sự tự tại. Vì vậy, ông muốn chương trình mùa này là hành trình mà các nghệ sĩ cùng nhau đi du lịch, ăn, ngủ và sống trong âm nhạc. Ông tin chỉ những màn biểu diễn xuất phát từ sự đồng điệu và cảm hứng của nghệ sĩ mới chạm đến khán giả.
Mùa đầu tiên của chương trình do Đài Truyền hình Thành phố Hồ Chí Minh phối hợp cùng Forest Studio thực hiện. Sang mùa thứ 2, Forest Studio sản xuất độc quyền chương trình này trên YouTube, trong khi bản phát sóng trên VTV3 được công ty phối hợp với Ban Văn nghệ, Đài Truyền hình Việt Nam thực hiện. Đài Truyền hình Thành phố Hồ Chí Minh trở lại phối hợp cùng Forest Studio thực hiện cho mùa 3, với Bùi Công Nam đảm nhận vai trò giám đốc âm nhạc.

## Phát sóng
Xuân hạ thu đông rồi lại xuân được lên sóng từ ngày 7 tháng 1 năm 2021. Mùa đầu tiên được phát sóng vào lúc 20:30 thứ 5 hàng tuần trên kênh HTV7 và được công chiếu vào lúc 21:30 cùng ngày trên kênh YouTube chính thức của Forest Studio. Ở mùa thứ hai, chương trình được công chiếu lúc 20:00 thứ 6 hàng tuần từ ngày 23 tháng 9 năm 2022 trên kênh YouTube chính thức của Forest Studio, với hai tập mở đầu được chiếu trước vào các ngày 13 và 16 tháng 9. Phiên bản truyền hình của mùa 2 được biên tập và phát sóng trên kênh VTV3 lúc 20:30 các ngày thứ 4, từ ngày 1 tháng 2 năm 2023.
Mùa thứ ba của chương trình lên sóng vào 20:00 thứ bảy hàng tuần trên kênh HTV7, từ ngày 30 tháng 11 năm 2024.

## Các tập phát sóng

### Mùa 1
Ba ca sĩ chính (Hòa Minzy, Anh Tú The Voice và Hứa Kim Tuyền) lập thành một nhóm nhạc, gọi là nhóm Đĩa Than Hồng.
| BD | Tập | Ngày phát sóng      | Địa điểm                                                                 | Chủ đề                       | Khách mời                      | Các ca khúc | TK            |
| -- | --- | ------------------- | ------------------------------------------------------------------------ | ---------------------------- | ------------------------------ | --- | ------------- |
| 1  | 1   | 7 tháng 1 năm 2021  | Công viên Cảnh Đồi (Quận 7, Thành phố Hồ Chí Minh)                       | "Bốn mùa"                    | —                              | Danh sách bài hát - "Vào hạ" (sáng tác: Lê Hựu Hà, trình bày: Nhóm nhạc Đĩa Than Hồng) - "Mùa thu cho em" (sáng tác: Ngô Thụy Miên, trình bày: Anh Tú) - "Xuân hạ thu đông, rồi lại xuân" (sáng tác: Trần Dũng Khánh, Hứa Kim Tuyền, Grey-D, trình bày: Hứa Kim Tuyền) | [ 2 ]         |
| 1  | 2   | 14 tháng 1 năm 2021 | Công viên Cảnh Đồi (Quận 7, Thành phố Hồ Chí Minh)                       | "Bốn mùa"                    | —                              | Danh sách bài hát - "Không còn mùa thu" (sáng tác: Việt Anh, trình bày: Anh Tú, Hứa Kim Tuyền) - "Ngày mai nắng lên anh sẽ về" (sáng tác: Anh Khang, trình bày: Anh Tú, Hòa Minzy) - "Thu cạn" (sáng tác: Giáng Son, trình bày: Hòa Minzy) - "Chuyện của mùa đông" (sáng tác: Phạm Toàn Thắng, trình bày: Anh Tú) - "Four Seasons" (sáng tác: Kenzie, Andrew Allen, Josh Cumbee, Afshin Salmani, lời Việt: Hứa Kim Tuyền, trình bày: Hứa Kim Tuyền) - "Đi để trở về" (sáng tác: Tiên Cookie, trình bày: Nhóm nhạc Đĩa Than Hồng) | [ 11 ]        |
| 2  | 3   | 21 tháng 1 năm 2021 | Công viên Vinhomes Central Park (Quận Bình Thạnh, Thành phố Hồ Chí Minh) | "Reply 2000"                 | Phạm Quỳnh Anh Ali Hoàng Dương | Danh sách bài hát - "Aloha - Mình yêu nhau nhé anh" (sáng tác: We Jong Su, Tae Hoon Kim, trình bày: Nhóm nhạc Đĩa Than Hồng, Phạm Quỳnh Anh - Ali Hoàng Dương) - "Càng xa càng nhớ" (sáng tác: Phạm Hòa Khánh, Quang Huy, trình bày: Phạm Quỳnh Anh) | [ 12 ] [ 13 ] |
| 2  | 4   | 28 tháng 1 năm 2021 | Công viên Vinhomes Central Park (Quận Bình Thạnh, Thành phố Hồ Chí Minh) | "Reply 2000"                 | Phạm Quỳnh Anh Ali Hoàng Dương | Danh sách bài hát - "Chân tình" (sáng tác: Trần Lê Quỳnh, trình bày: Anh Tú, Ali Hoàng Dương) - "Người hãy quên em đi" (sáng tác: Khắc Hưng, trình bày: Phạm Quỳnh Anh, Hòa Minzy) - "Đêm lao xao" (sáng tác: Tường Vân, trình bày: Hòa Minzy, Anh Tú) - "Còn nguyên vết thương sầu" (sáng tác: Thái Thịnh, trình bày: Ali Hoàng Dương) - "Khi giấc mơ về" (sáng tác: Đức Trí, trình bày: Anh Tú) - "Cô ấy nói" (sáng tác: Ee Tze Sng, Jie Yang Yi, Jun Jie Wayne Lim, lời Việt: Hứa Kim Tuyền, trình bày: Hứa Kim Tuyền) - "Ước gì" (sáng tác: Võ Thiện Thanh, trình bày: Phạm Quỳnh Anh, Hòa Minzy, Hứa Kim Tuyền) - "Yêu làm chi" (sáng tác: Sỹ Luân, trình bày: Nhóm Đĩa Than Hồng, Phạm Quỳnh Anh, Ali Hoàng Dương) | [ 14 ] [ 15 ] |
| 3  | 5   | 4 tháng 2 năm 2021  | Long Island (Quận 9, Thành phố Hồ Chí Minh)                              | "Love Songs"                 | Lyly Bùi Công Nam              | Danh sách bài hát - "Anh nhà ở đâu thế" (sáng tác: Lyly, trình bày: Nhóm Đĩa Than Hồng, Lyly, Bùi Công Nam) - "Ôi trời ơi" (sáng tác: Bùi Công Nam, trình bày: Bùi Công Nam) - "Rời bỏ" (sáng tác: Vũ Huy Hoàng, trình bày: Hòa Minzy) - "Ngày mình bên nhau" (sáng tác: Lyly, trình bày: Lyly, Anh Tú) | [ 16 ] [ 17 ] |
| ĐB | ĐB  | 18 tháng 2 năm 2021 | Tập tổng kết nửa chặng đường                                             | Tập tổng kết nửa chặng đường | Tập tổng kết nửa chặng đường   | Tập tổng kết nửa chặng đường |               |
|    | 6   | 25 tháng 2 năm 2021 | Long Island (Quận 9, Thành phố Hồ Chí Minh)                              | "Love Songs"                 | Lyly Bùi Công Nam              | Danh sách bài hát - "Xin lỗi" (nhạc và lời: Hồ Tiến Đạt, ý thơ: Nguyễn Thiên Ngân, trình bày: Bùi Công Nam và Hòa Minzy) - "Cầu hôn" (sáng tác: Hứa Kim Tuyền, trình bày: Hứa Kim Tuyền, Hòa Minzy) - "Có ai thương em như anh" (sáng tác: Bùi Công Nam, trình bày: Hứa Kim Tuyền) - "Sao người ta nỡ làm mình đau" (sáng tác: Hứa Kim Tuyền, trình bày: Lyly) - "Không sao mà, em đây rồi" (sáng tác: Lyly, trình bày: Bùi Công Nam) - "Sao anh chưa về nhà" (sáng tác: Lyly, trình bày: Lyly, Hứa Kim Tuyền) - "Lạc nhau có phải muôn đời" (sáng tác: Triết Phạm, trình bày: Anh Tú) - "Như lời đồn" (sáng tác: Khắc Hưng, trình bày: Nhóm Đĩa Than Hồng, Lyly, Bùi Công Nam)                                          | [ 18 ]        |
| 4  | 7   | 4 tháng 3 năm 2021  | Trường Quốc tế Bắc Mỹ (SNA) (Huyện Bình Chánh, Thành phố Hồ Chí Minh)    | "Nhạc phim"                  | Văn Mai Hương Bùi Công Nam     | Danh sách bài hát - "Mất em" (nhạc ngoại: Bong Sun Oh, Jong Tae Eun, lời Việt: Bảo Thạch, trình bày: Nhóm Đĩa Than Hồng, Văn Mai Hương, Bùi Công Nam) - "Như mùa tuyết đầu tiên" (nhạc ngoại: Lee Mi Na, Loco, lời Việt: Hứa Kim Tuyền, trình bày: Văn Mai Hương) - "Có chàng trai viết lên cây" (sáng tác: Phan Mạnh Quỳnh, trình bày: Anh Tú, Bùi Công Nam) - Mashup "Ngày chưa giông bão" - "Always Remember Us This Way" (sáng tác: Phan Mạnh Quỳnh - Natalie Hemby, Hillary Lindsey, Lorri McKenna, Lady Gaga, trình bày: Hòa Minzy, Văn Mai Hương) - "Dòng thời gian" (nhạc ngoại: Ryu Jae Hyun, lời Việt: Tuấn Khanh, trình bày: Hứa Kim Tuyền)                                                                   | [ 19 ]        |
| 4  | 8   | 11 tháng 3 năm 2021 | Trường Quốc tế Bắc Mỹ (SNA) (Huyện Bình Chánh, Thành phố Hồ Chí Minh)    | "Nhạc phim"                  | Văn Mai Hương Bùi Công Nam     | Danh sách bài hát - "Yêu là "tha thu"" (sáng tác: Nguyễn Phúc Thiện, trình bày: Anh Tú) - "City of Stars" (nhạc ngoại: Benj Pasek, Justin Hurwitz, Justin Paul, trình bày: Hứa Kim Tuyền, Văn Mai Hương) - "Một ngày hay trăm năm" (sáng tác: Hứa Kim Tuyền, trình bày: Văn Mai Hương) - "Cánh hoa tàn" (sáng tác: Cao Trung Hiếu, Hoàng Anh, trình bày: Hòa Minzy) - "Giấc mơ ngày xưa" (sáng tác: Việt Anh, trình bày: Bùi Công Nam) - "Biệt khúc chờ nhau" (nhạc ngoại: Xu Jia Liang, Qiong Yao, lời Việt: Lê Quang, trình bày: Đĩa Than Hồng, Văn Mai Hương, Bùi Công Nam) | [ 20 ] [ 21 ] |
| 5  | 9   | 18 tháng 3 năm 2021 | Trường Đại học FPT (Quận 9, Thành phố Hồ Chí Minh)                       | "Các thành phố"              | Uyên Linh                      | Danh sách bài hát - "Đêm đô thị" (sáng tác: Y Vân, trình bày: Nhóm Đĩa Than Hồng, Uyên Linh) - "Giữa đại lộ Đông Tây" (sáng tác: Hứa Kim Tuyền, trình bày: Uyên Linh) - "Em ơi" (sáng tác: Vũ Cát Tường, trình bày: Anh Tú) - "Hà Nội 12 mùa hoa" (sáng tác: Giáng Son, trình bày: Anh Tú, Hòa Minzy) | [ 22 ]        |
| 5  | 10  | 25 tháng 3 năm 2021 | Trường Đại học FPT (Quận 9, Thành phố Hồ Chí Minh)                       | "Các thành phố"              | Uyên Linh                      | Danh sách bài hát - "Mùa đông chưa bao giờ tới" (sáng tác: Tạ Anh Thắng, trình bày: Uyên Linh) - "Sài Gòn đau lòng quá" (sáng tác: Hứa Kim Tuyền, trình bày: Hứa Kim Tuyền) - "Không thể cùng nhau suốt kiếp" (sáng tác: Mr. Siro, trình bày: Hòa Minzy) - "Sài Gòn đẹp lắm" (sáng tác: Y Vân, trình bày: Nhóm Đĩa Than Hồng, Uyên Linh, Lyly) | [ 23 ] [ 24 ] |
| ĐB | ĐB  | 1 tháng 4 năm 2021  | Tổng kết hành trình mùa 1                                                | Tổng kết hành trình mùa 1    | Tổng kết hành trình mùa 1      | Tổng kết hành trình mùa 1 |               |
| ĐB | ĐB  | 8 tháng 4 năm 2021  | Tổng kết hành trình mùa 1                                                | Tổng kết hành trình mùa 1    | Tổng kết hành trình mùa 1      | Tổng kết hành trình mùa 1 |               |

### Mùa 2
Bốn ca sĩ chính (Anh Tú, Hứa Kim Tuyền, Trúc Nhân và Orange) lập thành một nhóm nhạc, gọi là nhóm Xuân Hạ Thu Đông.
| BD | Tập | Ngày phát sóng       | Địa điểm                                                                    | Chủ đề                              | Khách mời                     | Các ca khúc | TK            |
| -- | --- | -------------------- | --------------------------------------------------------------------------- | ----------------------------------- | ----------------------------- | --- | ------------- |
| 1  | 1   | 23 tháng 9 năm 2022  | Nghênh Lương Đình, Cố đô Huế (Huế, Thừa Thiên Huế)                          | "Mối tình đầu"                      | Đức Phúc Lyly                 | Danh sách bài hát - "Khúc nhạc làm ta vui" (sáng tác: Hứa Kim Tuyền, trình bày: Nhóm Xuân Hạ Thu Đông, Đức Phúc, Lyly) - "Trà sữa" (sáng tác: Nguyễn Hoàng Duy, trình bày: Anh Tú, Lyly) - "Nàng thơ xứ Huế" (sáng tác: Hồ Hoài Anh, trình bày: Trúc Nhân) - "Chúng ta làm bạn được không?" (sáng tác: V142, trình bày: Đức Phúc) - "Em gái mưa" (sáng tác: Mr. Siro, trình bày: Orange) - "Có hẹn với thanh xuân" (sáng tác: Grey D (Đoàn Thế Lân), Nicky, trình bày: Nhóm Xuân Hạ Thu Đông, Đức Phúc, Lyly) | [ 25 ] [ 26 ] |
| 1  | 2   | 30 tháng 9 năm 2022  | Nghênh Lương Đình, Cố đô Huế (Huế, Thừa Thiên Huế)                          | "Mối tình đầu"                      | Đức Phúc Lyly                 | Danh sách bài hát - "Đậm tình miền Trung" (sáng tác: Nguyễn Hải Phong, trình bày: Trúc Nhân) - "Bàn kế bên" (sáng tác: Hứa Kim Tuyền, trình bày: Hứa Kim Tuyền) - "Ô cửa sổ" (sáng tác: Võ Thiện Thanh, trình bày: Trúc Nhân) - "Một mình có buồn không" (sáng tác: Lyly & Only C, trình bày: Lyly) - "Bản tình ca đầu tiên" (sáng tác: Duy Khoa, trình bày: Anh Tú) - "Mơ" (sáng tác: Vũ Cát Tường, trình bày: Đức Phúc, Orange) | [ 27 ] [ 28 ] |
| 2  | 3   | 7 tháng 10 năm 2022  | Cầu Bán Nguyệt (Huế, Thừa Thiên Huế)                                        | "Em mong thế giới dịu dàng với anh" | Min Ali Hoàng Dương           | Danh sách bài hát - "Cà phê" (sáng tác: Khắc Hưng, trình bày: Min) - "Giấc mơ tình yêu" (sáng tác: Tường Vân, trình bày: Nhóm Xuân Hạ Thu Đông, Min, Ali Hoàng Dương) - Mashup "Phải lòng anh" - "Fly" (sáng tác: Khắc Hưng, Min, Dương Khắc Linh, trình bày: Min, Orange) - "Rồi con tim em sẽ lành" (sáng tác: Lyly, trình bày: Anh Tú) - "213" ("2 người 1 nhà 3 con mèo") (sáng tác: Hứa Kim Tuyền, trình bày: Hứa Kim Tuyền) - "Đôi bờ" (nhạc ngoại - lời Việt: Lữ Liên, trình bày: Trúc Nhân) | [ 29 ]        |
| 2  | 4   | 14 tháng 10 năm 2022 | Cầu Bán Nguyệt (Huế, Thừa Thiên Huế)                                        | "Em mong thế giới dịu dàng với anh" | Min Ali Hoàng Dương           | Danh sách bài hát - Mashup "Mặt trời của em" - "Có em chờ" (sáng tác: JustaTee, Kai Đinh, trình bày: Min x Anh Tú) - "Gật đầu" (sáng tác: Hứa Kim Tuyền, trình bày: Trúc Nhân, Anh Tú, Ali Hoàng Dương, Hứa Kim Tuyền) - "It's Okay Not To Be Okay" (sáng tác: Orange, Hoàng Dũng, trình bày: Orange) - "Đi qua mùa hạ" (sáng tác: Thái Đinh, trình bày: Ali Hoàng Dương) - "Tình yêu màu nắng" (sáng tác: Phạm Thanh Hà, trình bày: Trúc Nhân, Min) - "Sáng mắt chưa?" (sáng tác: Mew Amazing, trình bày: Trúc Nhân) | [ 30 ] [ 31 ] |
| 3  | 5   | 21 tháng 10 năm 2022 | Làng bích họa Ngư Mỹ Thạnh (Xã Quảng Lợi, huyện Quảng Điền, Thừa Thiên Huế) | "Làng chài cha cha cha"             | Ái Phương Cara                | Danh sách bài hát - "Khi em lớn" (sáng tác: Orange, trình bày: Orange) - "Giấc mơ thần tiên" (sáng tác: Nguyễn Hoàng Linh, trình bày: Orange, Ái Phương, Cara) - "Lớn rồi còn khóc nhè" (sáng tác: Nguyễn Hải Phong, trình bày: Trúc Nhân, Anh Tú, Hứa Kim Tuyền) - "Cha già rồi đúng không" (sáng tác: Phạm Hồng Phước, trình bày: Anh Tú) - Mashup "Mẹ yêu" - "Ước mơ của mẹ" (sáng tác: Phương Uyên, Hứa Kim Tuyền, trình bày: Ái Phương, Cara) - "Nếu một mai tôi bay lên trời" (sáng tác: Hứa Kim Tuyền, trình bày: Trúc Nhân) | [ 32 ] [ 33 ] |
| 3  | 6   | 28 tháng 10 năm 2022 | Làng bích họa Ngư Mỹ Thạnh (Xã Quảng Lợi, huyện Quảng Điền, Thừa Thiên Huế) | "Làng chài cha cha cha"             | Ái Phương Cara                | Danh sách bài hát - "Tôi thấy hoa vàng trên cỏ xanh" (sáng tác: Châu Đăng Khoa, trình bày: Ái Phương, Trúc Nhân) - "Trường làng tôi" (sáng tác: Phạm Trọng Cầu, trình bày: Trúc Nhân, Hứa Kim Tuyền) - "Tuổi đời mênh mông" (sáng tác: Trịnh Công Sơn, trình bày: Cara) - "Đến giờ cơm" (sáng tác: Minh Cà Ri, trình bày: Ái Phương) - "Cuộc gọi về nhà" (sáng tác: Orange, trình bày: Orange) - Mashup "Ba ngọn nến lung linh" - "Đi về nhà" (sáng tác: Ngọc Lễ, Hứa Kim Tuyền, trình bày: Nhóm Xuân Hạ Thu Đông, Ái Phương, Cara) | [ 34 ]        |
| ĐB | ĐB  | 4 tháng 11 năm 2022  | Tổng kết hành trình tại Huế                                                 | Tổng kết hành trình tại Huế         | Tổng kết hành trình tại Huế   | Tổng kết hành trình tại Huế |               |
| 4  | 7   | 11 tháng 11 năm 2022 | Phố cổ Hội An (Thành phố Hội An, Quảng Nam)                                 | "Trong nhà kho"                     | Văn Mai Hương Phạm Hồng Phước | Danh sách bài hát - "Mắt nai cha cha cha" (sáng tác: Sỹ Luân, trình bày: Nhóm Xuân Hạ Thu Đông, Văn Mai Hương, Phạm Hồng Phước) - "Trong nhà kho" (sáng tác: Phạm Hồng Phước, trình bày: Phạm Hồng Phước) - "Khác biệt to lớn" (sáng tác: Trịnh Thăng Bình, trình bày: Anh Tú, Orange) - "Thềm nhà có hoa" (sáng tác: Lê Thanh Tâm, trình bày: Trúc Nhân, Văn Mai Hương) - "Anh có muốn chúng mình bỏ nhau" (sáng tác: Phạm Hồng Phước, trình bày: Phạm Hồng Phước) - "Tự mình làm mình đau" (sáng tác: Hứa Kim Tuyền, trình bày: Văn Mai Hương) - "Tiếng gió xôn xao" (sáng tác: Tường Văn, trình bày: Anh Tú)                                                                      | [ 35 ]        |
| 4  | 8   | 18 tháng 11 năm 2022 | Phố cổ Hội An (Thành phố Hội An, Quảng Nam)                                 | "Trong nhà kho"                     | Văn Mai Hương Phạm Hồng Phước | Danh sách bài hát - "Nỗi nhớ nơi con tim mồ côi" (sáng tác: Hoài An, trình bày: Anh Tú) - "Tệ thật, anh nhớ em" (sáng tác: Thanh Hưng, trình bày: Orange) - "Anh sẽ tốt mà" (sáng tác: Phạm Hồng Phước, trình bày: Phạm Hồng Phước, Văn Mai Hương) - "Thời thanh xuân sẽ qua" (sáng tác: Phạm Hồng Phước, trình bày: Phạm Hồng Phước, Orange) - "Một ngàn nỗi đau" (sáng tác: Hứa Kim Tuyền, trình bày: Văn Mai Hương, Orange) - "Anh sẽ đến cùng cơn mưa" (sáng tác: Hứa Kim Tuyền, trình bày: Hứa Kim Tuyền) - "Thu cận" (sáng tác: Giáng Son, trình bày: Trúc Nhân) - "Bốn chữ lắm" (sáng tác: Phạm Toàn Thắng, trình bày: Nhóm Xuân Hạ Thu Đông, Văn Mai Hương, Phạm Hồng Phước) | [ 36 ]        |
| 5  | 9   | 25 tháng 11 năm 2022 | Waterpoint Riverside Community (An Thạnh, Bến Lức, Long An)                 | "Trạm dừng chân"                    | Thu Minh                      | Danh sách bài hát - "Chiến tranh lạnh" (sáng tác: Khắc Hưng, trình bày: Trúc Nhân, Anh Tú) - "Trạm dừng chân" (sáng tác: Emcee L, trình bày: Orange, Hứa Kim Tuyền) - "Chủ quán cho một ly" (sáng tác: Tuno, trình bày: Anh Tú) - "Chúng ta chỉ là đã từng" (sáng tác: Hứa Kim Tuyền, trình bày: Hứa Kim Tuyền, Orange) - "Tình yêu tôi hát" (sáng tác: Việt Anh, trình bày: Thu Minh, Anh Tú) - "Đừng yêu" (sáng tác: Trang Pháp, trình bày: Thu Minh) | [ 38 ]        |
| 5  | 10  | 2 tháng 12 năm 2022  | Waterpoint Riverside Community (An Thạnh, Bến Lức, Long An)                 | "Trạm dừng chân"                    | Thu Minh                      | Danh sách bài hát - "Dưới ánh đèn sân khấu" (sáng tác: Hứa Kim Tuyền, trình bày: Thu Minh, Orange) - Mashup "Tôi người Việt Nam" - "Quê hương Việt Nam" (sáng tác: Khắc Việt, Anh Khang, trình bày: Nhóm Xuân Hạ Thu Đông) - "Để gió cuốn đi" (sáng tác: Trịnh Công Sơn, trình bày: Thu Minh, Trúc Nhân) - "Tự nguyện" (sáng tác: Trương Quốc Khánh, trình bày: Trúc Nhân) - "Hai mươi hai" (sáng tác: Hứa Kim Tuyền, trình bày: Thu Minh) - "Khúc nhạc làm ta vui" (sáng tác: Hứa Kim Tuyền, trình bày: Nhóm Xuân Hạ Thu Đông, Thu Minh) | [ 39 ] [ 40 ] |
| ĐB | ĐB  | 9 tháng 12 năm 2022  | Tổng kết hành trình                                                         | Tổng kết hành trình                 | Tổng kết hành trình           | Tổng kết hành trình |               |

### Mùa 3
Danh sách này không đầy đủ, bạn cũng có thể giúp mở rộng danh sách.
Mùa 3 của chương trình mang chủ đề "Những Thanh Âm Đường Phố" (Street’s Harmony), với điểm nhấn là sự kết hợp giữa các nghệ sĩ Việt Nam và Hàn Quốc với 2 quảng hành trình ở hai quốc gia Hàn Quốc và Việt Nam. Ba ca sĩ chính (Anh Tú, Lâm Bảo Ngọc và Bùi Công Nam) lập thành một nhóm nhạc, gọi là nhóm Xuân Hạ Thu Đông. 
| BD | Tập | Ngày phát sóng       | Địa điểm                                               | Chủ đề                                                 | Khách mời                                              | Các ca khúc | TK |
| -- | --- | -------------------- | ------------------------------------------------------ | ------------------------------------------------------ | ------------------------------------------------------ | --- | -- |
| 1  | 1   | 30 tháng 11 năm 2024 | Công viên Banpo Hangang (Seoul, Hàn Quốc)              | "Hạt bụi lấp lánh"                                     | Paul Kim, MIN, Hoàng Dũng                              | Danh sách bài hát - "Để tôi ôm em bằng giai điệu này" (sáng tác: Kai Đinh, trình bày: Anh Tú, MIN, Hoàng Dũng) - "Một ngày buồn" (sáng tác: Phạm Nguyên Ngọc, trình bày: Lâm Bảo Ngọc) - "HanGang" (sáng tác: Paul Kim, EL CAPITXN, COLL!N, BIG Naughty, SEO DONGHYEON Vendors LOUIS, Vendors (CHILLER), Vendors (OWL), trình bày: Paul Kim) - "Tôi muốn làm cái cây" (sáng tác và trình bày: Hoàng Dũng) - "Flying Deep in the Night" (sáng tác: Lee Yeong Hun, trình bày: Nhóm Xuân Hạ Thu Đông, MIN, Hoàng Dũng, lời Việt: Vân Vân) |    |
| 1  | 2   | 7 tháng 12 năm 2024  | Công viên Banpo Hangang (Seoul, Hàn Quốc)              | "Hạt bụi lấp lánh"                                     | Paul Kim, MIN, Hoàng Dũng                              | Danh sách bài hát - "[They Long to Be] Closer to You" (sáng tác: Burt Bacharach, Hal David, trình bày: Anh Tú, MIN) - "So Long" (sáng tác: Paul Kim, Jihun, Park Sejun, Rocoberry, trình bày: Hoàng Dũng, Paul Kim, lời Việt: Hoàng Dũng) - "Every Day, Every Moment" (sáng tác: Shouldergang, trình bày: Anh Tú, Lâm Bảo Ngọc, MIN, Paul Kim, lời Việt: Kai Đinh) - "Stand By Me" (sáng tác: Oh Bongsun, Eun Jongtae, trình bày: Nhóm Xuân Hạ Thu Đông, MIN, Hoàng Dũng, lời Việt: Bảo Thạch) |    |
| 2  | 3   | 14 tháng 12 năm 2024 | Music Village 1939 (Seoul, Hàn Quốc)                   | "Tụi mình yêu nhau xong rồi"                           | 10CM, MIN, Hoàng Dũng                                  | Danh sách bài hát - "My Old Story" (sáng tác: Jo Deokbae, trình bày: MIN) - "Spring Snow" (sáng tác: KINO, NATHAN, HOHO, Yuto, Wooseok (Pentagon), trình bày: 10CM) - "Lời nói dối chân thật" (sáng tác: Touliver, trình bày: Lâm Bảo Ngọc, Hoàng Dũng) - "Phonecert" (sáng tác: 10CM, trình bày: 10CM, Hoàng Dũng, lời Việt: Hoàng Dũng) |    |
| 2  | 4   | 21 tháng 12 năm 2024 | Music Village 1939 (Seoul, Hàn Quốc)                   | "Tụi mình yêu nhau xong rồi"                           | 10CM, MIN, Hoàng Dũng                                  | Danh sách bài hát - "Từng quen" (sáng tác: Wren Evans, itsnk, trình bày: Lâm Bảo Ngọc) - "La bàn" (sáng tác và trình bày: Hoàng Dũng) - "Em có người mới chưa" x "Em đã có người mới" (sáng tác: Bùi Công Nam, trình bày: Bùi Công Nam, Lâm Bảo Ngọc) - "Stalker" (sáng tác và trình bày: 10CM) - "Eyes, Nose, Lips" (sáng tác: TEDDY, TAEYANG, DEE.P, Rebecca Johnson, trình bày: Anh Tú, MIN) |    |
| 3  | 5   | 28 tháng 12 năm 2024 | Thác Hongje (Seoul, Hàn Quốc)                          | "Thấy mình trên phim"                                  | Son Dong Woon (HIGHLIGHT), MIN                         | Danh sách bài hát - "Ta thuộc về nhau" (sáng tác: Minh Thư, trình bày: Lâm Bảo Ngọc) - "Hát vang rằng anh yêu em" (sáng tác: Thủy Tiên, trình bày: Lâm Bảo Ngọc) - "Giã từ dĩ vãng" x "Bỗng dưng muốn khóc" (sáng tác: Nguyễn Đức Trung, Minh Thư, trình bày: Anh Tú, Bùi Công Nam) - "Today's Weather" (sáng tác: Son Dong Woon, Lee Yonggyu, Shin Sungjin, trình bày: Son Dong Woon) - "Nơi mình dừng chân" (sáng tác: Khắc Trung, trình bày: MIN) - "Fiction" (sáng tác: Sinsadong Horangee, Choi Kyusung, Yong Junhyung, trình bày: Nhóm nhạc Xuân Hạ Thu Đông, MIN, Son Dong Woon, lời Việt: Vũ Thịnh) |    |
| 3  | 6   | 4 tháng 1 năm 2025   | Thác Hongje (Seoul, Hàn Quốc)                          | "Thấy mình trên phim"                                  | Son Dong Woon (HIGHLIGHT), MIN                         | Danh sách bài hát - "Aloha" (sáng tác: Whee Jong Soo, Taetreez, trình bày: Bùi Công Nam, Lâm Bảo Ngọc) - "Tìm được nhau khó thế nào" (sáng tác và trình bày: Bùi Công Nam) - "This Love" (sáng tác: Kaemin, Jihoon, Han Seung Taek, Roz, trình bày: Lâm Bảo Ngọc) - "Sudden Shower" (sáng tác: SooYoon, Han Sung Ho, Park Soo Suk, Moon Kim, trình bày: Anh Tú, Soo Dong Woon, lời Việt: LyLy) - "Tâm sự tuổi 30" (sáng tác: Trịnh Thăng Bình, Chí Tâm, trình bày: Anh Tú) - "Fate" (sáng tác: Han Sung Ho, Lee Kyung Sub, lời Việt và trình bày: Nhóm nhạc Xuân Hạ Thu Đông, MIN) |    |
| 4  | 7   | 11 tháng 1 năm 2025  | Công viên văn hoá Changcheon (Seoul, Hàn Quốc)         | "Thanh xuân vật vã"                                    | Kim Feel, MIN                                          | Danh sách bài hát - "Vì yêu là nhớ" (sáng tác: OnlyC, lời: Quang Hùng, T.R.I, trình bày: Anh Tú, Lâm Bảo Ngọc) - "Lặng" (sáng tác: Rhymastic, trình bày: Bùi Công Nam) - "Excuses" (sáng tác: 623 (Hyung Cheol), 623 (Young Ho), Kim Feel, trình bày: Kim Feel) - "Hoa nắng" (sáng tác: Vũ Văn Hà, trình bày: Nhóm Xuân Hạ Thu Đông) - "Và thế giới đã mất đi một người cô đơn" (sáng tác: marzuz, Gill, Onionn., trình bày: MIN) |    |
| 4  | 8   | 18 tháng 1 năm 2025  | Công viên văn hoá Changcheon (Seoul, Hàn Quốc)         | "Thanh xuân vật vã"                                    | Kim Feel, MIN                                          | Danh sách bài hát - "Illusion" (sáng tác: Sung Woo Jun, Eun Jay Yoo, Kim Feel, trình bày: Kim Feel, Bùi Công Nam, lời Việt: Bùi Công Nam) - "Ngây ngô" (sáng tác: Dương Cầm, trình bày: Lâm Bảo Ngọc) - "Ngược chiều yêu" (sáng tác: Only C, trình bày: Anh Tú) - "Some Day" (sáng tác: Kim Feel, Mad Fresh, trình bày: Kim Feel) - "Dream High" (sáng tác: JYP, trình bày: MIN, Lâm Bảo Ngọc, lời Việt: Demento) |    |
| 5  | 9   | 25 tháng 1 năm 2025  | Phố đi bộ Hồ Gươm (Hà Nội, Việt Nam)                   | "Ơi cuộc sống mến thương"                              | Thanh Duy, Thiên Minh, Duy Khánh                       | Danh sách bài hát - "Ngõ vắng xôn xao" (sáng tác: Trần Quang Huy, trình bày: Lâm Bảo Ngọc) - "Đâu lại vào đấy" (sáng tác: Bùi Công Nam, trình bày: Nhóm Xuân Hạ Thu Đông) - [Mashup] "Phố xa" x "Biết yêu" (sáng tác: Lê Quốc Thắng, Lê Anh Dũng, trình bày: Bùi Công Nam, Thanh Duy, Thiên Minh, Duy Khánh) - "Cơm đoàn viên" (sáng tác: Đông Thiên Đức, trình bày: Anh Tú) - "Mộng chiều xuân" (sáng tác: Ngọc Bích, trình bày: Lâm Bảo Ngọc, Thanh Duy, Thiên Minh) - [Mashup] "Về chưa con" x "Mừng con về nhà" x "Tết này con sẽ về" (sáng tác: Bùi Công Nam, Anh Tú, trình bày: Bùi Công Nam, Anh Tú, Duy Khánh) |    |
| 5  | 10  | 28 tháng 1 năm 2025  | Phố đi bộ Hồ Gươm (Hà Nội, Việt Nam)                   | "Ơi cuộc sống mến thương"                              | Thanh Duy, Thiên Minh, Duy Khánh                       | Danh sách bài hát - "Vui như Tết" (sáng tác: Châu Đăng Khoa, trình bày: Nhóm Xuân Hạ Thu Đông) - "Đi giữa trời rực rỡ" (sáng tác: Ngô Lan Hương, trình bày: Nhóm Xuân Hạ Thu Đông, Thanh Duy, Thiên Minh, Duy Khánh) - [Mashup] "Tôi muốn" x "Tôi thích" (sáng tác: Phương Uyên, Lê Hựu Hà, trình bày: Thanh Duy, Thiên Minh) - "Hành trình của lá" (sáng tác: Minh Cà Ri, trình bày: Lâm Bảo Ngọc) - [Mashup] "Anh cho em mùa xuân" x "Một lần dang dở" (sáng tác: Nguyễn Hiền, Nhật Ngân, Mạc Thế Nhân, phổ thơ: Kim Tuấn, trình bày: Bùi Công Nam, Anh Tú, Thanh Duy, Thiên Minh, Duy Khánh) - [Mashup] "Khúc giao mùa" x "Năm qua đã làm gì" (sáng tác: Huy Tuấn, Bùi Công Nam, trình bày: Nhóm Xuân Hạ Thu Đông, Thanh Duy, Thiên Minh, Duy Khánh) |    |
| ĐB | ĐB  | 8 tháng 2 năm 2025   | Tổng kết hành trình chặng 1: "Đi thật xa" tại Hàn Quốc | Tổng kết hành trình chặng 1: "Đi thật xa" tại Hàn Quốc | Tổng kết hành trình chặng 1: "Đi thật xa" tại Hàn Quốc | Tổng kết hành trình chặng 1: "Đi thật xa" tại Hàn Quốc |    |

## Đón nhận
Sau một vài tập lên sóng, Xuân hạ thu đông rồi lại xuân trở thành chương trình thực tế được khán giả mong chờ và đánh giá cao hàng đầu hiện nay. Tuy format chương trình không quá đỗi xa lạ nhưng chất lượng chương trình mang đã khiến cho người xem có những trải nghiệm hoàn toàn mới mẻ. Đa phần, chủ đề được chọn không mới như: đêm dành cho các ca khúc nhạc phim, hát lại những nhạc phẩm nổi tiếng năm 2000, những ca khúc viết riêng cho thành phố... Dù cũ, nhưng cách chọn bài và màn thể hiện của ca sĩ lại đủ để thuyết phục khán giả. Với không gian biểu diễn ngoài trời, các màn trình diễn đều là hát live, âm thanh được xử lý tốt khác hẳn với những show âm nhạc khán giả từng nghe trước đây. Tuy chỉ được ghi hình nhưng hiệu quả nhận được đã hoàn toàn đánh gục khán giả. Giám đốc âm nhạc Hứa Kim Tuyền là người đã đặt tâm tư vào từng bài nhạc, lựa chọn và cùng các ca sĩ mang đến cảm xúc gần gũi, chân thành nhất ở các đêm diễn.
Điểm ấn tượng của Xuân hạ thu đông rồi lại xuân là sự mộc mạc, và một trong những điều làm nên sự mộc mạc đó, chính là phần hát live của các ca sĩ. Không có phòng thu và các công nghệ hỗ trợ, nghệ sĩ phải thật sự làm chủ giọng hát và kết hợp ăn ý với ban nhạc. Đã có những bản live gây sốt sau khi được thể hiện tại chương trình như bản mashup "Ngày chưa giông bão" và "Always Remember Us This Way" của Hòa Minzy và Văn Mai Hương; "Biệt khúc chờ nhau" ("Tân dòng sông ly biệt") do Anh Tú và Văn Mai Hương thể hiện; "Có chàng trai viết lên cây" của Bùi Công Nam và Anh Tú... Trên nhiều nền tảng mạng xã hội, chương trình chiếm được sự quan tâm lớn từ người xem truyền hình. Có thể thấy rõ nhất là các video đã góp mặt trên top thịnh hành YouTube hay có lượt view khủng trên nền tảng TikTok. Sự thành công của Xuân hạ thu đông rồi lại xuân chứng tỏ rằng khán giả truyền hình vẫn khát những chương trình tập trung khai thác âm nhạc chất lượng. Mặc dù truyền hình Việt không thiếu chương trình giải trí, nhưng hiếm có chương trình đủ chất lượng như Xuân hạ thu đông rồi lại xuân. Khán giả đã phần nào chán ngán các game show hài hước đến nhảm nhí, vận động gây cười nhưng không đọng lại giá trị nào cho người xem. Trong khi đó, Xuân hạ thu đông rồi lại xuân lại đánh trúng vào điều khán giả cần – một chương trình giải trí nhưng đạt yêu cầu về nghệ thuật, đủ tươi mới và cảm xúc.
Mùa thứ hai của Xuân hạ thu đông rồi lại xuân sau 5 tập đã tạo nên nhiều hiệu ứng đáng kể, trở thành chương trình được trông đợi hàng tuần của không ít khán giả. Với tinh thần du ca và chữa lành, chương trình mang đến những câu chuyện ấm áp của các nghệ sĩ, một không khí cuồng nhiệt từ khán giả và những ca khúc lay động nhiều thế hệ nghe nhạc.

### Thống kê
Theo dữ liệu đo lường khán giả của VIETNAM-TAM, chương trình nằm trong top 40 chương trình được yêu thích nhất tại thành phố Hồ Chí Minh (giai đoạn từ tháng 1 đến tháng 3 năm 2021). Đối với thể loại chương trình thực tế, chương trình đứng thứ 6 tại thành phố Hồ Chí Minh với chỉ số rating ấn tượng là hơn 60.000 khán giả theo dõi chương trình mỗi phút. Mặc dù lượng khán giả xem trung bình mỗi phút của các tập đều trên 20.000 người nhưng ở tập phát sóng ngày 4 tháng 2 năm 2021, con số này tăng lên hơn 100.000 người/phút, và ở thời điểm cao nhất, chỉ số rating đạt 1,65%, và lượt tiếp cận khán giả là trên 338.000 người.
Bản mashup "Ngày chưa giông bão x Always Remember Us This Way" do Hoà Minzy - Văn Mai Hương thể hiện trong tập 7 mùa 1 dẫn đầu Top 10 Video nổi bật năm 2021 theo thống kê của YouTube Việt Nam. Bản mashup này cũng đã từng liên tục trụ trong top 10 bảng xếp hạng thịnh hành trên YouTube nhiều ngày liền.
Bước sang mùa 2, chương trình tiếp tục thu hút nhiều sự chú ý của khán giả. Tính đến ngày 30 tháng 10 năm 2022, 6 ca khúc được thể hiện trong chương trình cùng lúc lọt top thịnh hành trên YouTube. Nhiều ca khúc được khách mời Ái Phương thể hiện trong chương trình như "Đến giờ cơm", mashup "Mẹ yêu" và "Ước mơ của mẹ" (thể hiện cùng Cara), và "Tôi thấy hoa vàng trên cỏ xanh" liên tục xuất hiện trên top thịnh hành âm nhạc trên YouTube.

### Giải thưởng
| Năm  | Giải thưởng                  | Hạng mục                                 | Đề cử cho                                                                                      | Kết quả   | TK     |
| ---- | ---------------------------- | ---------------------------------------- | ---------------------------------------------------------------------------------------------- | --------- | ------ |
| 2021 | Vietnam Entertainment Awards | Video nổi bật nhất YouTube               | XHTDRLX [Mashup] Ngày Chưa Giông Bão x Always Remember Us This Way - Hòa Minzy x Văn Mai Hương | Đoạt giải | [ 49 ] |
| 2021 | Vietnam Entertainment Awards | Nội dung truyền hình được yêu thích nhất | Chương trình                                                                                   | Đoạt giải | [ 49 ] |